# Marginocephalia
Marginocephalia ("cabeças com protuberâncias") é um grupo de dinossauros ornitísquios que tinham o crânio grosso, incluindo os paquicefalossaurídeos, e os ceratopsianos. Foram todos herbívoros, andavam em duas ou quatro pernas, e são caracterizados por um espinhaço ou gola óssea nas parte de trás do crânio.  O grupo surgiu no período Jurássico, e tornou-se comum no Cretáceo Superior. Restos de marginocéfalos primitivos foram encontrados na Ásia indicando uma possível origem no continente, mas rapidamente migraram para as regiões meridionais da América do Norte.

## Paleobiologia

### Alimentação
Os marginocéfalos tinham dentes simples, semelhantes a pinos, cercados por rhamphotheca, uma bainha córnea de queratina. Os dentes são dispostos em baterias para fácil substituição e possuem serrilhas que podem ter sido úteis para cortar vegetação. Animais do grupo Marginocephalia desenvolveram vários métodos para quebrar a vegetação. Os paquicefalossauros tinham abdomens especialmente grandes com circunferências largas e costelas sacrais alongadas, sugerindo a presença de um estômago grande. Presume-se que isso tenha sido útil para quebrar a vegetação resistente por meio da fermentação bacteriana. Outra adaptação para a digestão avançada da vegetação é vista nos Ceratopsianos, que desenvolveram recursos para melhorar seu aparelho de mastigação. Ceratopsianos derivados têm superfícies de trituração verticais em seus dentes para maximizar a decomposição da vegetação resistente. Também há evidências de musculatura adutora avançada que se estende desde um grande processo coronoide na mandíbula até o folho ceratopsiano, o que aumentaria a força de mastigação. Os paquicefalossauros tinham gastrólitos para ajudar na digestão dos alimentos, mas apenas ceratopsianos primitivos, como Psittacosaurus, tiveram a presença de gastrólitos confirmada.

### Dimorfismo sexual
O estudo do dimorfismo sexual em dinossauros é incrivelmente difícil. O tamanho variável e a complexidade das margens na Marginocephalia mostraram muitos sinais de dimorfismo sexual.  Embora os detalhes intrincados dos marginocefalianos às vezes pareçam apresentar características dimórficas, muitos duvidam da validade dessas alegações. Stegoceras validum, um paquicefalossauro, pode ser segregado em dois grupos com base no tamanho e na forma de seus crânios. Essas duas classificações de grupo separaram a população de espécies pela metade, o que é altamente indicativo de dimorfismo sexual. No entanto, alguns relatam que os dois grupos podem realmente representar duas espécies separadas. Protoceratops, um tipo de ceratopsiano, também mostra sinais de dimorfismo sexual. No entanto, seus babados não parecem se desenvolver até mais tarde na vida e podem ser coordenados com a maturidade sexual.

## Filogenia
O cladograma abaixo segue uma análise de 2009 de Zheng e colegas.
|  | Goyocephale                                                            |
|  |                                                                        |
|  | \| \| Homalocephale \| \| \| \| \| \| Pachycephalosauridae \| \| \| \| |
|  |                                                                        |
|  | Homalocephale                                                          |
|  |                                                                        |
|  | Pachycephalosauridae                                                   |
|  |                                                                        |

|  | Homalocephale        |
|  |                      |
|  | Pachycephalosauridae |
|  |                      |

|  | Goyocephale                                                            |
|  |                                                                        |
|  | \| \| Homalocephale \| \| \| \| \| \| Pachycephalosauridae \| \| \| \| |
|  |                                                                        |
|  | Homalocephale                                                          |
|  |                                                                        |
|  | Pachycephalosauridae                                                   |
|  |                                                                        |

|  | Homalocephale        |
|  |                      |
|  | Pachycephalosauridae |
|  |                      |

|  | Archaeoceratops                                                    |
|  |                                                                    |
|  | \| \| Leptoceratopsidae \| \| \| \| \| \| Coronosauria \| \| \| \| |
|  |                                                                    |
|  | Leptoceratopsidae                                                  |
|  |                                                                    |
|  | Coronosauria                                                       |
|  |                                                                    |

|  | Leptoceratopsidae |
|  |                   |
|  | Coronosauria      |
|  |                   |

|  | Archaeoceratops                                                    |
|  |                                                                    |
|  | \| \| Leptoceratopsidae \| \| \| \| \| \| Coronosauria \| \| \| \| |
|  |                                                                    |
|  | Leptoceratopsidae                                                  |
|  |                                                                    |
|  | Coronosauria                                                       |
|  |                                                                    |

|  | Leptoceratopsidae |
|  |                   |
|  | Coronosauria      |
|  |                   |

|  | Archaeoceratops                                                    |
|  |                                                                    |
|  | \| \| Leptoceratopsidae \| \| \| \| \| \| Coronosauria \| \| \| \| |
|  |                                                                    |
|  | Leptoceratopsidae                                                  |
|  |                                                                    |
|  | Coronosauria                                                       |
|  |                                                                    |

|  | Leptoceratopsidae |
|  |                   |
|  | Coronosauria      |
|  |                   |

|  | Archaeoceratops                                                    |
|  |                                                                    |
|  | \| \| Leptoceratopsidae \| \| \| \| \| \| Coronosauria \| \| \| \| |
|  |                                                                    |
|  | Leptoceratopsidae                                                  |
|  |                                                                    |
|  | Coronosauria                                                       |
|  |                                                                    |

|  | Leptoceratopsidae |
|  |                   |
|  | Coronosauria      |
|  |                   |

|  | Archaeoceratops                                                    |
|  |                                                                    |
|  | \| \| Leptoceratopsidae \| \| \| \| \| \| Coronosauria \| \| \| \| |
|  |                                                                    |
|  | Leptoceratopsidae                                                  |
|  |                                                                    |
|  | Coronosauria                                                       |
|  |                                                                    |

|  | Leptoceratopsidae |
|  |                   |
|  | Coronosauria      |
|  |                   |

|  | Archaeoceratops                                                    |
|  |                                                                    |
|  | \| \| Leptoceratopsidae \| \| \| \| \| \| Coronosauria \| \| \| \| |
|  |                                                                    |
|  | Leptoceratopsidae                                                  |
|  |                                                                    |
|  | Coronosauria                                                       |
|  |                                                                    |

|  | Leptoceratopsidae |
|  |                   |
|  | Coronosauria      |
|  |                   |

|  | Archaeoceratops                                                    |
|  |                                                                    |
|  | \| \| Leptoceratopsidae \| \| \| \| \| \| Coronosauria \| \| \| \| |
|  |                                                                    |
|  | Leptoceratopsidae                                                  |
|  |                                                                    |
|  | Coronosauria                                                       |
|  |                                                                    |

|  | Leptoceratopsidae |
|  |                   |
|  | Coronosauria      |
|  |                   |

|  | Archaeoceratops                                                    |
|  |                                                                    |
|  | \| \| Leptoceratopsidae \| \| \| \| \| \| Coronosauria \| \| \| \| |
|  |                                                                    |
|  | Leptoceratopsidae                                                  |
|  |                                                                    |
|  | Coronosauria                                                       |
|  |                                                                    |

|  | Leptoceratopsidae |
|  |                   |
|  | Coronosauria      |
|  |                   |

|  | Goyocephale                                                            |
|  |                                                                        |
|  | \| \| Homalocephale \| \| \| \| \| \| Pachycephalosauridae \| \| \| \| |
|  |                                                                        |
|  | Homalocephale                                                          |
|  |                                                                        |
|  | Pachycephalosauridae                                                   |
|  |                                                                        |

|  | Homalocephale        |
|  |                      |
|  | Pachycephalosauridae |
|  |                      |

|  | Goyocephale                                                            |
|  |                                                                        |
|  | \| \| Homalocephale \| \| \| \| \| \| Pachycephalosauridae \| \| \| \| |
|  |                                                                        |
|  | Homalocephale                                                          |
|  |                                                                        |
|  | Pachycephalosauridae                                                   |
|  |                                                                        |

|  | Homalocephale        |
|  |                      |
|  | Pachycephalosauridae |
|  |                      |

|  | Archaeoceratops                                                    |
|  |                                                                    |
|  | \| \| Leptoceratopsidae \| \| \| \| \| \| Coronosauria \| \| \| \| |
|  |                                                                    |
|  | Leptoceratopsidae                                                  |
|  |                                                                    |
|  | Coronosauria                                                       |
|  |                                                                    |

|  | Leptoceratopsidae |
|  |                   |
|  | Coronosauria      |
|  |                   |

|  | Archaeoceratops                                                    |
|  |                                                                    |
|  | \| \| Leptoceratopsidae \| \| \| \| \| \| Coronosauria \| \| \| \| |
|  |                                                                    |
|  | Leptoceratopsidae                                                  |
|  |                                                                    |
|  | Coronosauria                                                       |
|  |                                                                    |

|  | Leptoceratopsidae |
|  |                   |
|  | Coronosauria      |
|  |                   |

|  | Archaeoceratops                                                    |
|  |                                                                    |
|  | \| \| Leptoceratopsidae \| \| \| \| \| \| Coronosauria \| \| \| \| |
|  |                                                                    |
|  | Leptoceratopsidae                                                  |
|  |                                                                    |
|  | Coronosauria                                                       |
|  |                                                                    |

|  | Leptoceratopsidae |
|  |                   |
|  | Coronosauria      |
|  |                   |

|  | Archaeoceratops                                                    |
|  |                                                                    |
|  | \| \| Leptoceratopsidae \| \| \| \| \| \| Coronosauria \| \| \| \| |
|  |                                                                    |
|  | Leptoceratopsidae                                                  |
|  |                                                                    |
|  | Coronosauria                                                       |
|  |                                                                    |

|  | Leptoceratopsidae |
|  |                   |
|  | Coronosauria      |
|  |                   |

|  | Archaeoceratops                                                    |
|  |                                                                    |
|  | \| \| Leptoceratopsidae \| \| \| \| \| \| Coronosauria \| \| \| \| |
|  |                                                                    |
|  | Leptoceratopsidae                                                  |
|  |                                                                    |
|  | Coronosauria                                                       |
|  |                                                                    |

|  | Leptoceratopsidae |
|  |                   |
|  | Coronosauria      |
|  |                   |

|  | Archaeoceratops                                                    |
|  |                                                                    |
|  | \| \| Leptoceratopsidae \| \| \| \| \| \| Coronosauria \| \| \| \| |
|  |                                                                    |
|  | Leptoceratopsidae                                                  |
|  |                                                                    |
|  | Coronosauria                                                       |
|  |                                                                    |

|  | Leptoceratopsidae |
|  |                   |
|  | Coronosauria      |
|  |                   |

|  | Archaeoceratops                                                    |
|  |                                                                    |
|  | \| \| Leptoceratopsidae \| \| \| \| \| \| Coronosauria \| \| \| \| |
|  |                                                                    |
|  | Leptoceratopsidae                                                  |
|  |                                                                    |
|  | Coronosauria                                                       |
|  |                                                                    |

|  | Leptoceratopsidae |
|  |                   |
|  | Coronosauria      |
|  |                   |

|  | Archaeoceratops                                                    |
|  |                                                                    |
|  | \| \| Leptoceratopsidae \| \| \| \| \| \| Coronosauria \| \| \| \| |
|  |                                                                    |
|  | Leptoceratopsidae                                                  |
|  |                                                                    |
|  | Coronosauria                                                       |
|  |                                                                    |

|  | Leptoceratopsidae |
|  |                   |
|  | Coronosauria      |
|  |                   |

Em 2011, o estudo conduzido por Richard J. Buttler e colegas propuseram uma filogenia distinta para o grupo.
|  | Goyocephale                                                            |
|  |                                                                        |
|  | \| \| Homalocephale \| \| \| \| \| \| Pachycephalosauridae \| \| \| \| |
|  |                                                                        |
|  | Homalocephale                                                          |
|  |                                                                        |
|  | Pachycephalosauridae                                                   |
|  |                                                                        |

|  | Homalocephale        |
|  |                      |
|  | Pachycephalosauridae |
|  |                      |

|  | Goyocephale                                                            |
|  |                                                                        |
|  | \| \| Homalocephale \| \| \| \| \| \| Pachycephalosauridae \| \| \| \| |
|  |                                                                        |
|  | Homalocephale                                                          |
|  |                                                                        |
|  | Pachycephalosauridae                                                   |
|  |                                                                        |

|  | Homalocephale        |
|  |                      |
|  | Pachycephalosauridae |
|  |                      |

|  | Stenopelix |
|  |            |
|  | Yinlong    |
|  |            |

|  | Archaeoceratops                                                    |
|  |                                                                    |
|  | \| \| Leptoceratopsidae \| \| \| \| \| \| Coronosauria \| \| \| \| |
|  |                                                                    |
|  | Leptoceratopsidae                                                  |
|  |                                                                    |
|  | Coronosauria                                                       |
|  |                                                                    |

|  | Leptoceratopsidae |
|  |                   |
|  | Coronosauria      |
|  |                   |

|  | Archaeoceratops                                                    |
|  |                                                                    |
|  | \| \| Leptoceratopsidae \| \| \| \| \| \| Coronosauria \| \| \| \| |
|  |                                                                    |
|  | Leptoceratopsidae                                                  |
|  |                                                                    |
|  | Coronosauria                                                       |
|  |                                                                    |

|  | Leptoceratopsidae |
|  |                   |
|  | Coronosauria      |
|  |                   |

|  | Archaeoceratops                                                    |
|  |                                                                    |
|  | \| \| Leptoceratopsidae \| \| \| \| \| \| Coronosauria \| \| \| \| |
|  |                                                                    |
|  | Leptoceratopsidae                                                  |
|  |                                                                    |
|  | Coronosauria                                                       |
|  |                                                                    |

|  | Leptoceratopsidae |
|  |                   |
|  | Coronosauria      |
|  |                   |

|  | Archaeoceratops                                                    |
|  |                                                                    |
|  | \| \| Leptoceratopsidae \| \| \| \| \| \| Coronosauria \| \| \| \| |
|  |                                                                    |
|  | Leptoceratopsidae                                                  |
|  |                                                                    |
|  | Coronosauria                                                       |
|  |                                                                    |

|  | Leptoceratopsidae |
|  |                   |
|  | Coronosauria      |
|  |                   |

|  | Stenopelix |
|  |            |
|  | Yinlong    |
|  |            |

|  | Archaeoceratops                                                    |
|  |                                                                    |
|  | \| \| Leptoceratopsidae \| \| \| \| \| \| Coronosauria \| \| \| \| |
|  |                                                                    |
|  | Leptoceratopsidae                                                  |
|  |                                                                    |
|  | Coronosauria                                                       |
|  |                                                                    |

|  | Leptoceratopsidae |
|  |                   |
|  | Coronosauria      |
|  |                   |

|  | Archaeoceratops                                                    |
|  |                                                                    |
|  | \| \| Leptoceratopsidae \| \| \| \| \| \| Coronosauria \| \| \| \| |
|  |                                                                    |
|  | Leptoceratopsidae                                                  |
|  |                                                                    |
|  | Coronosauria                                                       |
|  |                                                                    |

|  | Leptoceratopsidae |
|  |                   |
|  | Coronosauria      |
|  |                   |

|  | Archaeoceratops                                                    |
|  |                                                                    |
|  | \| \| Leptoceratopsidae \| \| \| \| \| \| Coronosauria \| \| \| \| |
|  |                                                                    |
|  | Leptoceratopsidae                                                  |
|  |                                                                    |
|  | Coronosauria                                                       |
|  |                                                                    |

|  | Leptoceratopsidae |
|  |                   |
|  | Coronosauria      |
|  |                   |

|  | Archaeoceratops                                                    |
|  |                                                                    |
|  | \| \| Leptoceratopsidae \| \| \| \| \| \| Coronosauria \| \| \| \| |
|  |                                                                    |
|  | Leptoceratopsidae                                                  |
|  |                                                                    |
|  | Coronosauria                                                       |
|  |                                                                    |

|  | Leptoceratopsidae |
|  |                   |
|  | Coronosauria      |
|  |                   |

|  | Goyocephale                                                            |
|  |                                                                        |
|  | \| \| Homalocephale \| \| \| \| \| \| Pachycephalosauridae \| \| \| \| |
|  |                                                                        |
|  | Homalocephale                                                          |
|  |                                                                        |
|  | Pachycephalosauridae                                                   |
|  |                                                                        |

|  | Homalocephale        |
|  |                      |
|  | Pachycephalosauridae |
|  |                      |

|  | Goyocephale                                                            |
|  |                                                                        |
|  | \| \| Homalocephale \| \| \| \| \| \| Pachycephalosauridae \| \| \| \| |
|  |                                                                        |
|  | Homalocephale                                                          |
|  |                                                                        |
|  | Pachycephalosauridae                                                   |
|  |                                                                        |

|  | Homalocephale        |
|  |                      |
|  | Pachycephalosauridae |
|  |                      |

|  | Stenopelix |
|  |            |
|  | Yinlong    |
|  |            |

|  | Archaeoceratops                                                    |
|  |                                                                    |
|  | \| \| Leptoceratopsidae \| \| \| \| \| \| Coronosauria \| \| \| \| |
|  |                                                                    |
|  | Leptoceratopsidae                                                  |
|  |                                                                    |
|  | Coronosauria                                                       |
|  |                                                                    |

|  | Leptoceratopsidae |
|  |                   |
|  | Coronosauria      |
|  |                   |

|  | Archaeoceratops                                                    |
|  |                                                                    |
|  | \| \| Leptoceratopsidae \| \| \| \| \| \| Coronosauria \| \| \| \| |
|  |                                                                    |
|  | Leptoceratopsidae                                                  |
|  |                                                                    |
|  | Coronosauria                                                       |
|  |                                                                    |

|  | Leptoceratopsidae |
|  |                   |
|  | Coronosauria      |
|  |                   |

|  | Archaeoceratops                                                    |
|  |                                                                    |
|  | \| \| Leptoceratopsidae \| \| \| \| \| \| Coronosauria \| \| \| \| |
|  |                                                                    |
|  | Leptoceratopsidae                                                  |
|  |                                                                    |
|  | Coronosauria                                                       |
|  |                                                                    |

|  | Leptoceratopsidae |
|  |                   |
|  | Coronosauria      |
|  |                   |

|  | Archaeoceratops                                                    |
|  |                                                                    |
|  | \| \| Leptoceratopsidae \| \| \| \| \| \| Coronosauria \| \| \| \| |
|  |                                                                    |
|  | Leptoceratopsidae                                                  |
|  |                                                                    |
|  | Coronosauria                                                       |
|  |                                                                    |

|  | Leptoceratopsidae |
|  |                   |
|  | Coronosauria      |
|  |                   |

|  | Stenopelix |
|  |            |
|  | Yinlong    |
|  |            |

|  | Archaeoceratops                                                    |
|  |                                                                    |
|  | \| \| Leptoceratopsidae \| \| \| \| \| \| Coronosauria \| \| \| \| |
|  |                                                                    |
|  | Leptoceratopsidae                                                  |
|  |                                                                    |
|  | Coronosauria                                                       |
|  |                                                                    |

|  | Leptoceratopsidae |
|  |                   |
|  | Coronosauria      |
|  |                   |

|  | Archaeoceratops                                                    |
|  |                                                                    |
|  | \| \| Leptoceratopsidae \| \| \| \| \| \| Coronosauria \| \| \| \| |
|  |                                                                    |
|  | Leptoceratopsidae                                                  |
|  |                                                                    |
|  | Coronosauria                                                       |
|  |                                                                    |

|  | Leptoceratopsidae |
|  |                   |
|  | Coronosauria      |
|  |                   |

|  | Archaeoceratops                                                    |
|  |                                                                    |
|  | \| \| Leptoceratopsidae \| \| \| \| \| \| Coronosauria \| \| \| \| |
|  |                                                                    |
|  | Leptoceratopsidae                                                  |
|  |                                                                    |
|  | Coronosauria                                                       |
|  |                                                                    |

|  | Leptoceratopsidae |
|  |                   |
|  | Coronosauria      |
|  |                   |

|  | Archaeoceratops                                                    |
|  |                                                                    |
|  | \| \| Leptoceratopsidae \| \| \| \| \| \| Coronosauria \| \| \| \| |
|  |                                                                    |
|  | Leptoceratopsidae                                                  |
|  |                                                                    |
|  | Coronosauria                                                       |
|  |                                                                    |

|  | Leptoceratopsidae |
|  |                   |
|  | Coronosauria      |
|  |                   |